# Rhein (Saskatchewan)
Rhein ist eines von 260 Dörfern (Villages) in der kanadischen Provinz Saskatchewan. Es liegt im Südosten der Census Division No. 9 innerhalb der Gemeinde Wallace No. 243. Benannt wurde die Ortschaft nach dem Fluss Rhein. Die umgebende Region ist Teil der als Aspen Parkland bezeichneten kanadischen Ökoregion.
Der Ort ist außerdem für den Anbau von industriellen Cannabis bekannt, welches das wichtigste Exportgut darstellt. In Kanada erstmals im Jahr 1928 kultiviert, besaß Rhein ab 1938 etwa 809,371 m² (0,2 Acres) von insgesamt 6663,845 m² (1,640 Acres) Anbaufläche.

## Nachbarorte
| Gorlitz  | Dneiper                                     | Runnymede |
| Ebenezer | Kompassrose, die auf Nachbargemeinden zeigt | Togo      |
| Yorkton  | Saltcoats                                   | Stornoway |

## Demografie
Während der Volkszählung von 2001 hatte Rhein 175 Einwohner. Bis zum Jahr 2006 sank dieser Wert um −8,0 % auf 161. Bei einer erneuten Zählung von 2011 lebten innerhalb der Ortschaft 158 Personen, 2016 waren es 170 Bewohner. Nach der letzten Erhebung im Jahr 2021 wurden in Rhein 149 Personen registriert.

## Persönlichkeiten
- Arnie Weinmeister (1923–2000), American-Football-Spieler
- Bill Prokopchuk (1930–1980), Ukrainisch-kanadischer Geigenspieler